# كلارا هاريس
كلارا هاريس (بالإنجليزية: Clara Harris) (و. 1834 – 1883 م) هي نجمة اجتماعية من الولايات المتحدة الأمريكية ولدت في ألباني، نيويورك.